# الرفقة الدائمة
الرفقة الدائمة (بالإنجليزية: The Company You Keep)‏ هو فيلم إثارة أُصدر في الولايات المتحدة سنة 2012. الفيلم من إخراج روبرت ريدفورد وبطولة روبرت ريدفورد، شيا لابوف، جولي كرستي وسوزان سارندون.

## طاقم التمثيل
- روبرت ريدفورد
- شيا لابوف
- جولي كرستي
- سوزان سارندون

## الميزانية والإيرادات
حقق أرباحاً تقدر بـ 14.3 مليون دولار.

## الاستقبال النقدي
تلقى افيلم مراجعات متوسطة من قِبل النقاد. حصل على نسبة 55% على موقع الطماطم الفاسدة بناءً 111 مراجعة.

## وصلات خارجية
- الموقع الرسمي
- الرفقة الدائمة على موقع IMDb (الإنجليزية)
- الرفقة الدائمة على موقع ميتاكريتيك (الإنجليزية)
- الرفقة الدائمة على موقع الموسوعة البريطانية (الإنجليزية)
- الرفقة الدائمة على موقع روتن توميتوز (الإنجليزية)
- الرفقة الدائمة على موقع نتفليكس (الإنجليزية)
- الرفقة الدائمة على موقع قاعدة بيانات الأفلام العربية
- الرفقة الدائمة على موقع ألو سيني (الفرنسية)
- الرفقة الدائمة على موقع أول موفي (الإنجليزية)
- الرفقة الدائمة على موقع بوكس أوفيس موجو (الإنجليزية)
- الرفقة الدائمة على موقع فيلمافينيتي (الإسبانية)